# Константин Трингов
Константин Трингов е български художник, живописец, пейзажист от град Казанлък.

## Биография
Константин Трингов е роден на 7 май 1907 в град Казанлък. Израства в еснафско семейство. Още в ранните си детски години той се увлича от рисуването. Пръв забелязва неговите дарби учителят по рисуване Станьо Стаматов. По-късно, като ученик в прогимназията, Трингов започва да работи с акварел и маслени бои по непосредствено наблюдение на натурата. Населеният пейзаж, който става основна тема за бъдещите му картини, го привлича още от малък.
Един от най-важните фактори за мирогледното израстване на Трингов е контактът му с Димитър Чорбаджийски - Чудомир, новият учител по рисуване, изтъкнатият вече художник и писател. Той насърчава младия творец и подкрепя идеята му да учи живопис в Художествената академия в София. Бащата, Мирчо Трингов обаче не е съгласен с тези намерения. Той счита изкуството за несигурна професия и желае да направи сина си търговец. За тази цел през 1929 г. го изпраща в София да следва Свободния университет за политически и стопански науки, днес УНСС. Костантин обаче се записва студент едновременно и в Художествената академия. Болестта на бащата през 1929 г. принуждава младия човек да прекъсне временно образованието си. След това сам поема издръжката си завършва живопис в Художествената академия при проф. Цено Тодоров и проф. Никола Ганушев. Има както самостоятелни изложби така и участия в колективни изложби в България, а също и в Москва, Берлин, Варшава, Будапеща, Прага, Атина и др.
Награден е с орден „Кирил и Методий" I степен през 1968 г.
Неговата дъщеря Ана Константинова Трингова (1947 – 1998) е също утвърден художник със самостоятелни изложби и участия в международни проекти.
Умира на 7 май 1981 г. в София.